# Гарріс 3
Гарріс 3 (англ. Harris 3) — індіанська резервація в Канаді, у провінції Британська Колумбія, у межах регіонального округу Норт-Оканаґан.

## Населення
За даними перепису 2016 року, індіанська резервація нараховувала 5 осіб. Середня густина населення становила 9,8 осіб/км².

## Клімат
Середня річна температура становить 7,8°C, середня максимальна – 23,9°C, а середня мінімальна – -12°C. Середня річна кількість опадів – 493 мм.
| Клімат поселення                              | Клімат поселення | Клімат поселення | Клімат поселення | Клімат поселення | Клімат поселення | Клімат поселення | Клімат поселення | Клімат поселення | Клімат поселення | Клімат поселення | Клімат поселення | Клімат поселення | Клімат поселення |
| Показник                                      | Січ.             | Лют.             | Бер.             | Квіт.            | Трав.            | Черв.            | Лип.             | Серп.            | Вер.             | Жовт.            | Лист.            | Груд.            |                  |
| Середній максимум, °C                         | 2,38             | 5,78             | 10,76            | 15,54            | 20,13            | 23,91            | 23,23            | 23,09            | 17,68            | 11,05            | 4,82             | −0,26            |                  |
| Середня температура, °C                       | −4,83            | −1,43            | 3,56             | 8,34             | 12,93            | 16,71            | 19,66            | 19,53            | 14,10            | 7,50             | 1,26             | −3,83            |                  |
| Середній мінімум, °C                          | −12,03           | −8,62            | −3,63            | 1,14             | 5,73             | 9,51             | 16,10            | 15,96            | 10,54            | 3,94             | −2,3             | −7,4             |                  |
| Норма опадів, мм                              | 47               | 28               | 28               | 30               | 47               | 51               | 42               | 34               | 36               | 39               | 57               | 54               |                  |
| Середньомісячна швидкість вітру, м/с          | 1.84             | 1.78             | 2.01             | 2.21             | 2.11             | 2.07             | 2.01             | 1.91             | 1.77             | 1.81             | 2.00             | 2.00             |                  |
| Середньомісячна сонячна радіація, кДж/м²·день | 3227             | 6465             | 11386            | 16446            | 20193            | 21878            | 22936            | 19625            | 13879            | 7929             | 3685             | 2554             |                  |
| --------------------------------------------- | ---------------- | ---------------- | ---------------- | ---------------- | ---------------- | ---------------- | ---------------- | ---------------- | ---------------- | ---------------- | ---------------- | ---------------- | ---------------- |
| Джерело:                                      |                  |                  |                  |                  |                  |                  |                  |                  |                  |                  |                  |                  |                  |